# Moviment de la Deessa

Representació de la Deessa Espiral, símbol del neopaganisme modern

El Moviment de la Deessa inclou creences o pràctiques espirituals (principalment neopaganes) que van sorgir principalment a Amèrica del Nord, Europa Occidental, Austràlia i Nova Zelanda als anys setanta. El moviment va créixer com a reacció a la percepció que la religió organitzada predominant es trobava dominada per homes. Es dedica al culte a la deessa, de manera que permet un major enfocament en les dones, o en una o més comprensions de gènere o feminitat.
La seva aparició també es deu a la segona onada de la teoria feminista i a l'interès que suscita sobre les cultures matriarcals del Paleolític superior els seus cultes a les deïtats femenines, que haurien anat desapareixent a causa de la implantació del cristianisme, especialment arrel d'una sèrie d'edictes publicats per Teodosi I.
El Moviment de la Deessa és una tendència generalitzada i no centralitzada del neopaganisme i, per tant, no té dogmes centralitzats. Les pràctiques varien molt, des del nom i el nombre de deesses venerades fins als rituals específics que s’utilitzen per fer-ho. Algunes, com el dianisme, veneren exclusivament a les divinitats femenines, mentre que altres no. Els sistemes de creences van des del monoteisme al politeisme o al panteisme, de manera que abasten un ventall de varietat teològica similar a la de la comunitat neopagana més àmplia.
La creença pluralista comuna significa que una adoradora d'una deessa podria adorar, teòricament, qualsevol deessa diferent d'una altra cultura. Basant-se en les seves característiques, el Moviment de la Deessa també es coneix com una forma de religiositat cultural cada cop més diversa, geogràficament estesa, eclèctica i amb un procés més dinàmic.